# Rue du Père-Brottier (Meudon)
Pour les articles homonymes, voir Rue du Père-Brottier.
La rue du Père-Brottier est une voie de communication située à Meudon, dans les Hauts-de-Seine, en France.

## Situation et accès
Cette rue commence son tracé au sud-ouest, à l'intersection de la rue de Rushmoor et de la rue Charles-Infroit. Elle se termine dans l'axe de l'avenue Adolphe-Schneider, au carrefour de la rue de la Belgique et de la rue Brignole-Galliera.
Elle est desservie par la gare de Meudon-Val-Fleury.

## Origine du nom
Elle a été nommée en hommage au père Daniel Brottier (1876-1936), missionnaire spiritain français.

## Historique
Il y a quatre siècles, se trouvait à cet endroit la Grande Rue de Fleury, tracée sur le chemin de terre venant de Paris.
Avec la rue de Rushmoor, elle prit le nom de rue de l'Orphelinat,. En 1954, elle a été représentée par une toile de Charles Teyton intitulée Rue de l'orphelinat à Meudon.

## Bâtiments remarquables et lieux de mémoire
- Orphelinat Saint-Philippe.
- Lycée horticole Saint-Philippe[5].

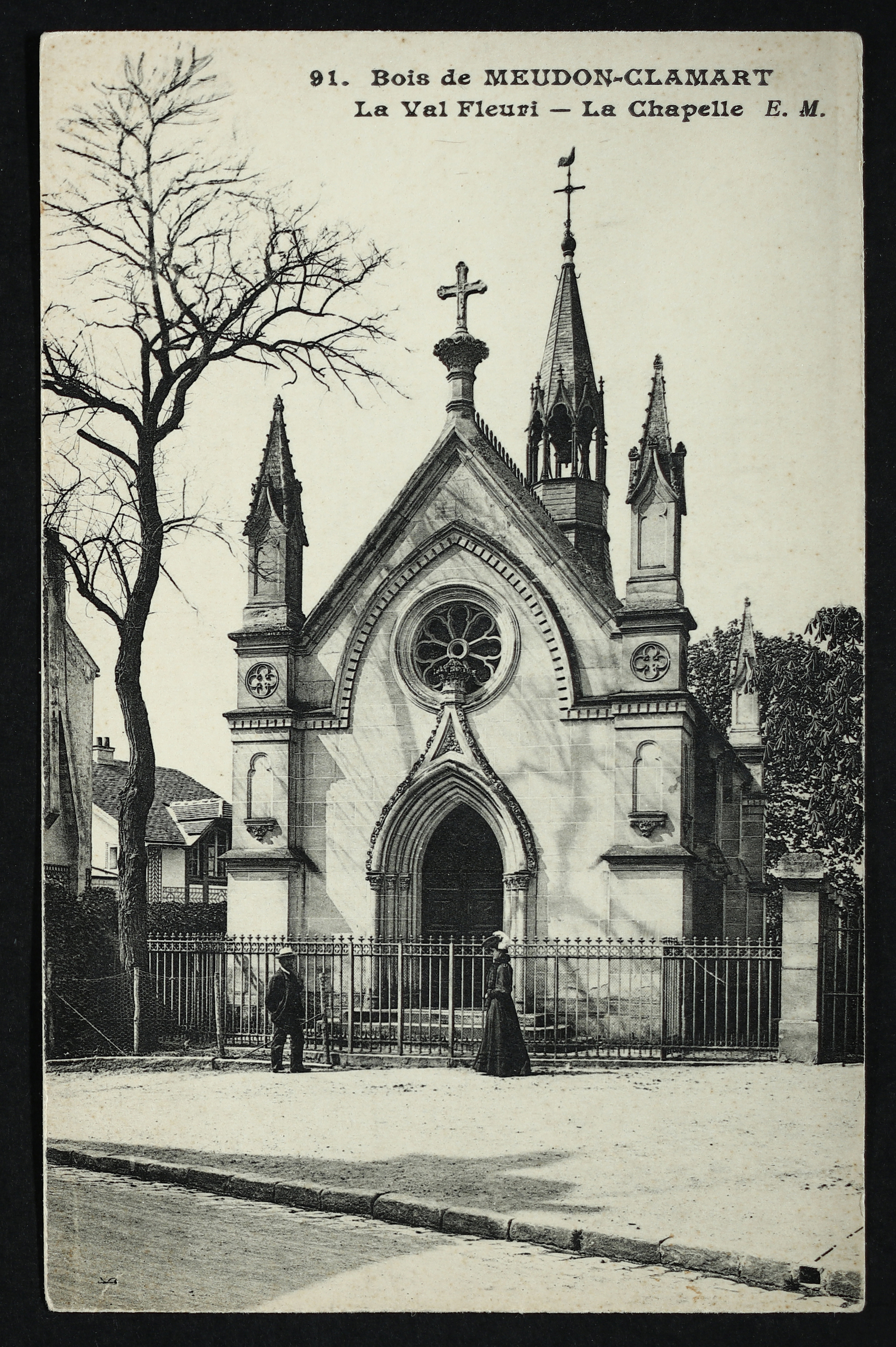
Val Fleuri - La Chapelle Marbeau.

- Des scènes du film Taxi 4 y ont été tournées en 2007.
- Emplacement de l'ancienne propriété Marbeau, construite en 1630 pour Galleran Gailliard, seigneur de la Morinière. Elle passe ensuite aux mains des Lemaistre, grande famille parlementaire parisienne. Elle est rachetée en 1736 par Jean-Joseph Barbou, éditeur à Limoges et Paris[6]. La famille Marbeau en hérite, et le maire de la ville, Édouard Marbeau, s’y installe en 1887. La ville de Meudon l'acquiert en 1946, et y construit une école maternelle et le stade René-Leduc.
- Chapelle Marbeau[7],[8], construite en 1857 par Jean-Pierre Marbeau, trésorier  général honoraire des Invalides de la marine[9], à la mémoire de ses enfants tôt disparus, avec lesquels il repose[10]. Elle appartient à la paroisse St-Jean-le-théologien[11].